# Ford Taunus
Se conoce con el nombre de Ford Taunus a una serie de automóviles de turismo producidos por Ford Motor Company en diferentes países. Inicialmente, fue presentado con dicha nomenclatura un automóvil fabricado en Alemania en los años 1930, teniendo una pausa en su producción durante la Segunda Guerra Mundial y una vez superado dicho conflicto, fue retomada la misma hasta el año 1952.
A partir de los años 1950, la nomenclatura Taunus fue aplicada a una gama de coches compactos, a modo de submarca dentro de Ford Alemania, que fueron producidos hasta el año 1970. A partir de ese año, se usó la nomenclatura Taunus para bautizar a un nuevo automóvil compacto, cuya producción se expandió por primera vez hacia otros mercados, siendo producido en Alemania, Argentina y Turquía.
Los modelos de 1970 en adelante fueron fabricados compartiendo elementos mecánicos y de diseño con el Ford Cortina fabricado en el Reino Unido y más tarde, convirtiéndose ambos coches en un único modelo, fabricado y vendido como Taunus o Cortina dependiendo del mercado y su plaza de origen.
En lo que refiere a su denominación, la nomenclatura Taunus evoca a la cordillera del Taunus de Alemania, localizada en cercanías de la ciudad de Colonia, donde se encuentra la principal fábrica de Ford en Alemania.
Su producción en Alemania y Argentina finalizó en el año 1983, coincidiendo con el lanzamiento a nivel mundial de su sucesor, el Ford Sierra. Mientras que en Turquía la producción se sostuvo hasta 1994, recibiendo múltiples evoluciones.

## El origen del Ford Taunus

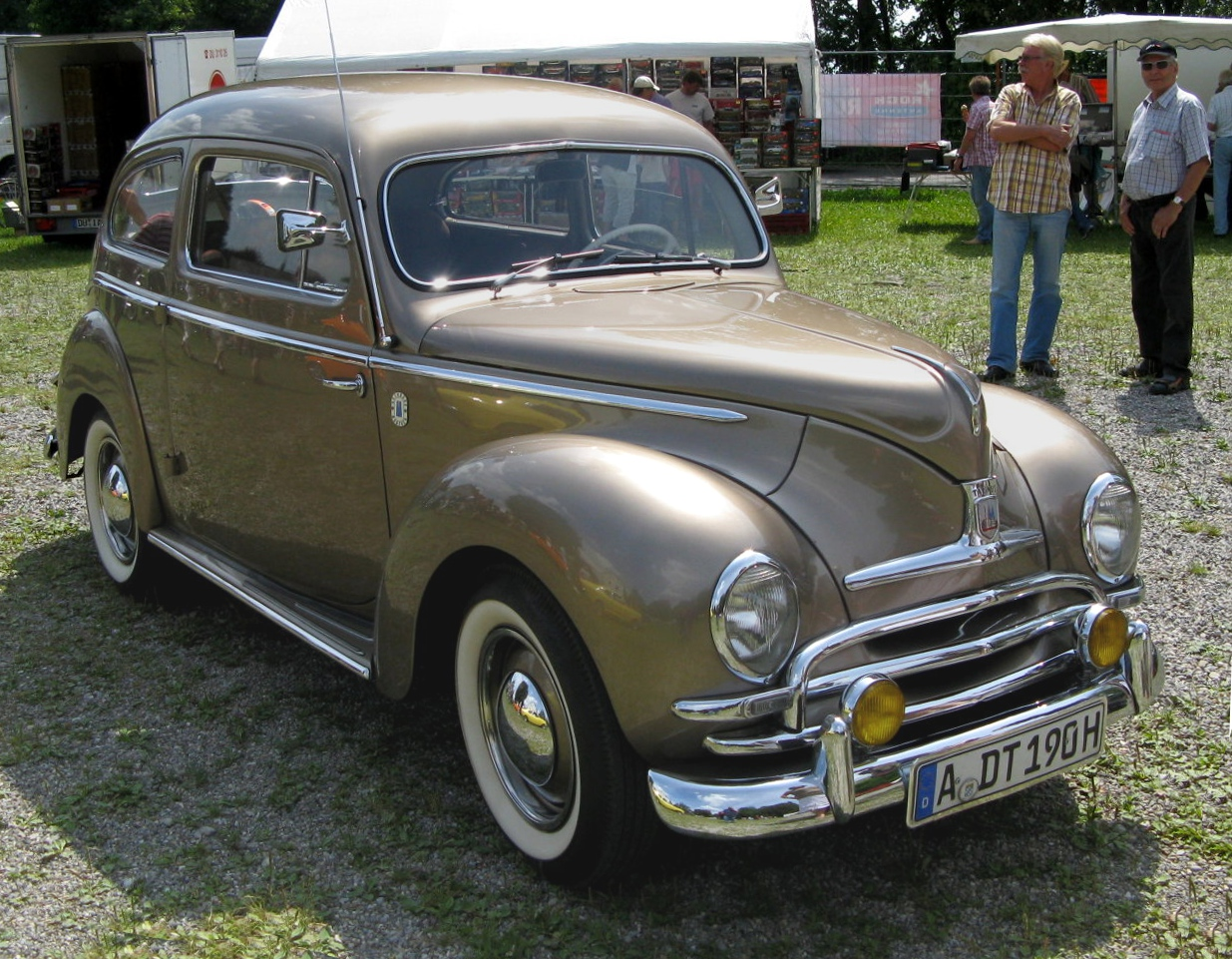
Ford Taunus G93A 1939.

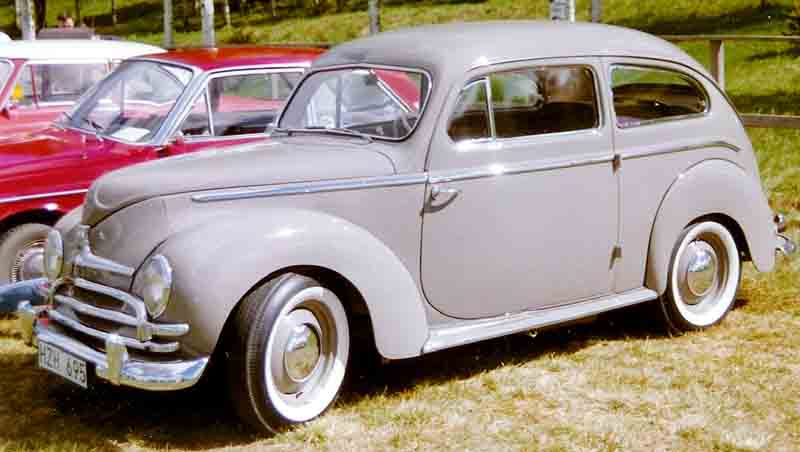
Ford Taunus G73A 1951.

El primer coche de Ford que fue bautizado con la nomenclatura Taunus, fue presentado bajo la codificación G93A. Se trató de un pequeño coche familiar que fue producido por Ford Alemania entre 1939 y 1942 como sucesor del Ford Eifel. Su nombre se debe a la cordillera del Taunus, ubicada entre los estados de Hesse y Renania-Palatinado, en el país germano. Fue el primer automóvil desarrollado en Colonia por Ford Alemania, que anteriormente había fabricado automóviles Ford presentados previamente en los Estados Unidos o el Reino Unido. Su producción comenzó el 30 de abril de 1939 y el primer automóvil se exhibió al público en junio de 1939, menos de seis meses antes del estallido de la guerra en Europa. Su producción se vio interrumpida a causa de la Segunda Guerra Mundial, desde 1942 hasta 1948. Superada la crisis, la producción del Taunus reanudó su actividad hasta el año 1952. Después de ese año, el Taunus fue reformado por completo, iniciándose el periodo de las "Meisterstücks".
En 1948, el automóvil reapareció como Ford Taunus G73A y permaneció en producción hasta 1952. Este fue el primer (y hasta la década de 1970 el último) Ford Taunus que presentó una forma fastback. En este formato, con pendientes bastante severas impuestas por el estilo fast-back americano, más una distancia entre ejes relativamente corta, no fue universalmente admirado: el automóvil pasó a ser conocido como "Buckeltaunus" (Taunus "jorobado").
El 30 de abril de 1939, Ford Colonia comenzó a fabricar el Taunus, con la premisa de situarlo en la gama de productos entre el pequeño Ford Eifel y los grandes modelos V8 de la empresa. El coche fue presentado al público en junio de 1939 y fue conocido como Ford Taunus G93A. Aunque la estructura del coche no seguía la revolucionaria estructura monocasco anunciada por su rival el Opel Olympia, el Taunus tenía su carrocería soldada al chasis en lugar de tenerla simplemente atornillada. Básicamente, la plataforma era alargada y presentó un carrozado heredado de su predecesor Eifel. El precio anunciado en el lanzamiento era de 2870 marcos, pero los clientes tenían la opción de pagar 22 marcos adicionales por una versión que incluía un parabrisas irrompible.
Estilísticamente, el nuevo automóvil siguió la moda de la década de 1930 en cuanto a racionalización, pero con un estilo norteamericano inspirado en el Lincoln Zephyr de la época. El trabajo de diseño se llevó a cabo en la sede de Ford en Detroit, principalmente entre el recientemente nombrado jefe de diseño Bob Gregorie y el director de la división Lincoln-Mercury, Edsel Ford, hijo de Henry Ford. La carrocería fue suministrada por la planta berlinesa del experto en chapa de acero Ambi Budd. Al igual que el Eifel, el Ford Taunus llegó con ejes rígidos, pero con la incorporación de frenos hidráulicos como principal novedad.
En materia de motorización, el Taunus fue equipado con un motor de válvulas laterales de 1,5 litros y 45 CV (33 kW; 44 CV) desarrollado a partir de la unidad de 1,2 litros utilizada en el Eifel. Sin embargo, en marzo de 1939 y anticipándose a la guerra, el Gobierno alemán introdujo restricciones por las que a Ford sólo se le permitía producir para su gama de automóviles, un motor estandarizado por tamaños que variaban entre 1,2 y 2,0 litros, por lo que el Taunus utilizó el motor más pequeño de 1.172 cc (también conocido como English Sidevalve) heredado del modelo Eifel. Esta era esencialmente la misma planta impulsora que Ford montaría más adelante en el Taunus P1 hasta 1959 y posteriormente, en el Ford Anglia producido en la planta de Dagenham.
Ese motor de 1172 cc del Ford Taunus de 1939, entregaba 34 CV (25 kW; 34 hp), combinados con una transmisión de tres velocidades, controlada con una palanca montada centralmente. La tracción se transmitía a las ruedas traseras.
Después de la guerra y con las plantas automotrices alemanas destruidas por los bombardeos o embaladas y enviadas a la Unión Soviética, la prioridad para las potencias ocupantes en la planta de Ford era la continuidad de la producción de camionetas ligeras. Sin embargo, ya en 1946 se incorporaron varias mejoras detalladas al diseño del Taunus G93A de preguerra. Dos años más tarde, en mayo de 1948, se exhibió en la Feria de Exportación de Hannover el nuevo Ford Taunus G73A.
Los elementos de producción de la carrocería de acero prensado, permanecieron en Berlín en manos del carrocero estadounidense Ambi Budd, durante el desarrollo de la guerra. Tras la finalización de la misma, dichos elementos cayeron en poder de las fuerzas ocupantes soviéticas, hasta que finalmente y tras arduas negociaciones, fueron liberadas. 
Debido a la falta de espacio disponible en la planta de Ford en Colonia, fueron celebradas subcontrataciones con la Volkswagen de Wolfsburgo y la Karmann de Osnabrück para iniciar la producción de los primeros coches de 1948, hasta que en noviembre de dicho año, Ford se hizo cargo de todo el proceso de producción. Durante 1948 se construyeron 182 sedán Taunus y 144 camionetas ligeras de reparto. Al igual que en 1943, en esta etapa sólo estaba disponible un estilo de carrocería: El Ford Taunus de 1948 era una pequeña berlina fast-back con dos puertas traseras con bisagras y solamente disponible en color Night Shadow Grey, lo que presumiblemente reflejaba la disponibilidad de pintura después de la guerra.

## La era de las "Piezas Maestras"

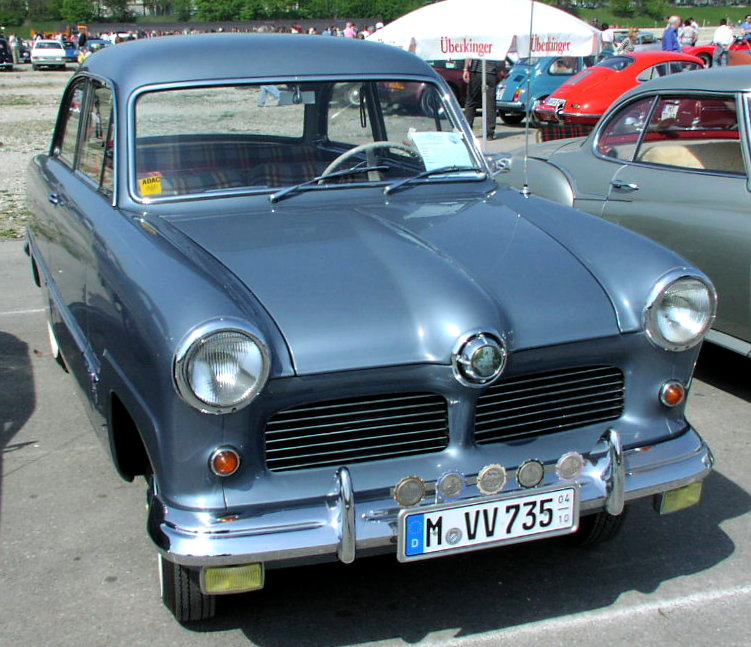
Taunus 12M 1952-1955.

Tras la finalización de la Segunda Guerra Mundial, Ford Alemania retomó su producción, destacándose el lanzamiento de una segunda generación del Ford Taunus, la cual fue codificada como G37A. Sin embargo, poco permaneció este coche en producción, ya que ante los avances de la competencia (principalmente Opel de General Motors con su modelo Olympia), se tomó la resolución de finalizar la producción de este modelo, sustituyendola por una nueva serie de vehículos compactos. La medida a su vez, trajo aparejadas novedades en cuanto a su imagen comercial.
Fue así que entre 1952 y 1968, Ford Alemania sustituyó el viejo Taunus por una nueva serie de vehículos compactos que fueron conocidos como Ford Taunus P1. Este nombre, sin embargo, fue una nomenclatura impuesta en retrospectiva, ya que la letra "P", hacía alusión al formato pontón aplicado a las nuevas carrocerías presentadas a partir de estos nuevos modelos. Con el lanzamiento de sus nuevas unidades, Ford Alemania tomó la determinación de denominar a todos sus modelos como "Taunus", mientras que cada versión fue bautizada con las nomenclaturas 12M, 15M, 17M, 20M y 26M. El número en cada nomenclatura hacía alusión a la cilindrada del motor, mientras que la letra "M" hacía referencia al término alemán "Meisterstück", cuya traducción al español es "Pieza Maestra". Por otra parte, en otros mercados donde eran ofrecidos modelos Ford originarios de los Estados Unidos y el Reino Unido, la nomenclatura "Taunus" era utilizada como marca para estos modelos, siendo las nomenclaturas "M" utilizadas como nombre de modelo.
Inicialmente, los primeros Taunus 12M fueron fabricados montando un remanente de motores de válvula lateral, heredados de la primera generación de Taunus. Con la aparición de los 15M en 1955, toda la gama pasó a equipar motores de válvulas a la cabeza, similares a los utilizados por el británico Ford Consul. Para 1957, hizo su presentación el Taunus 17M (a menudo referido en retrospectiva como Ford Taunus P2), el cual era un automóvil más grande que los 12M/15M y debía su denominación al hecho de ser producido inicialmente, con un motor de 1698 cm³ de cilindrada. De esta manera, Ford Alemania pasó a ofrecer todos sus modelos bajo la denominación "Taunus", acaparando dos segmentos de mercado diferentes: los Taunus 12M y 15M para el segmento C y el Taunus 17M para el segmento D. 
Para 1960, la gama de productos comenzó a renovarse con la aparición de un nuevo Taunus 17M (Ford Taunus P3), el cual a pesar de su denominación inicial, ofreció tres tipos de motorizaciones de 1498, 1698 y 1758 cc, todos de 4 cilindros en línea y válvulas a la cabeza. Recién en 1962, con la aparición del nuevo Taunus 12M (Ford Taunus P4), hizo su aparición el primer motor V4, el cual pasó a ser el motor base para la nueva gama de Taunus 17M y 20M (Ford Taunus P5), desde 1964. En 1966, una nueva generación de Taunus 12M y 15M (Ford Taunus P6) hacía su aparición, presentando nuevos motores V4 variando su cilindrada entre los 1183 y 1305 cc en el caso de los 12M, y los 1498 y 1699 cc en el caso de los 15M. Por su parte, la línea mayor presentaba en 1967 nuevas versiones de los 17M y 20M, con la novedad de la incorporación de los 26M. Estas nuevas máquinas traían como principal novedad la incorporación de motores Ford Colonia V6 como tope de gama para el 17M y como base para los 20M y 26M, variando los mismos entre los 1812, 1998, 2293 y 2550 cc. Sin embargo, a diferencia de las anteriores generaciones, estos modelos prescindieron de la nomenclatura Taunus para ser designados, por lo que directamente eran conocidos como Ford 17M, 20M y 26M (Ford P7).
La producción de estos autos finalizó iniciada la década de 1970, finalizando en 1970 los modelos correspondientes al Ford Taunus P6 y en 1971 los correspondientes al Ford P7. En el primer caso, los modelos fueron sustituidos por un nuevo vehículo mediano que conservó la nomenclatura Taunus, además de compartir soluciones mecánicas y de diseño con el nuevo Ford Cortina británico, razón por la cual fue conocido como Ford Taunus TC (siglas que hacían alusión a la conjunción de los términos Taunus y Cortina). En tanto que la gama Ford P7 fue sustituída por un nuevo vehículo de mayor tamaño, que fuera bautizado como Ford Granada.
Cabe destacar que, si bien estas generaciones de Taunus fueron clasificadas en retrospectiva con las nomenclaturas "P", en orden sucesivo del 1 al 7, estas nomenclaturas sólo obedecieron al orden cronológico de aparición, pero de ninguna manera fueron correlativas en orden de sucesión.
| Orden cronológico         | Orden cronológico         |
| Taunus 12M y 15M          | Taunus 17M, 20M y 26M     |
| ------------------------- | ------------------------- |
| Ford Taunus P1: 1952-1962 | Ford Taunus P2: 1957-1960 |
| Ford Taunus P1: 1952-1962 | Ford Taunus P3: 1960-1964 |
| Ford Taunus P4: 1962-1966 |                           |
| Ford Taunus P5: 1964-1967 |                           |
| Ford Taunus P6: 1967-1970 |                           |
| Ford P7: 1967-1971        |                           |
| Ford Taunus TC            | Ford Granada              |

### Línea pequeña: 12M y 15M

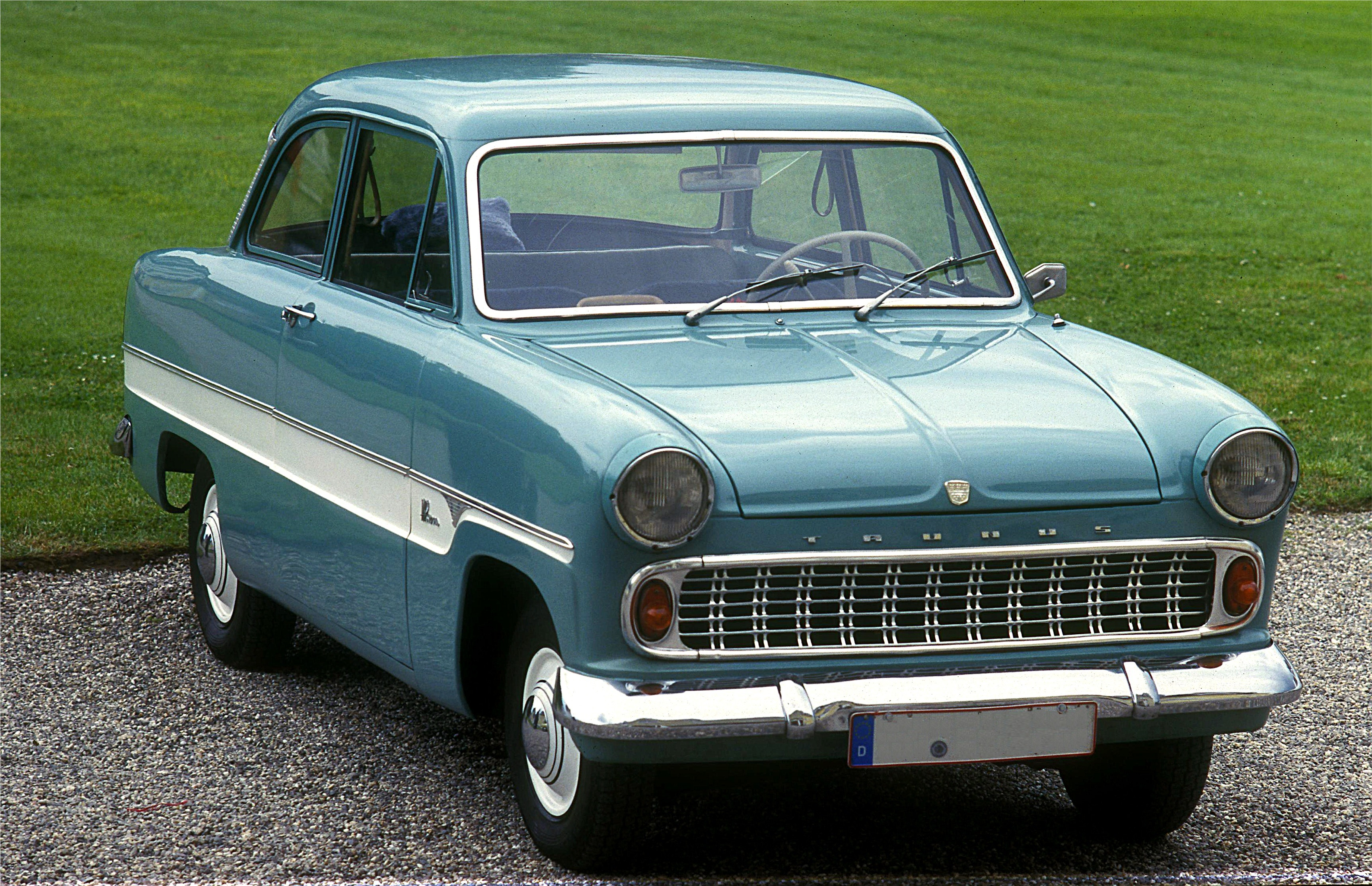
Taunus 12M 1959-1962.

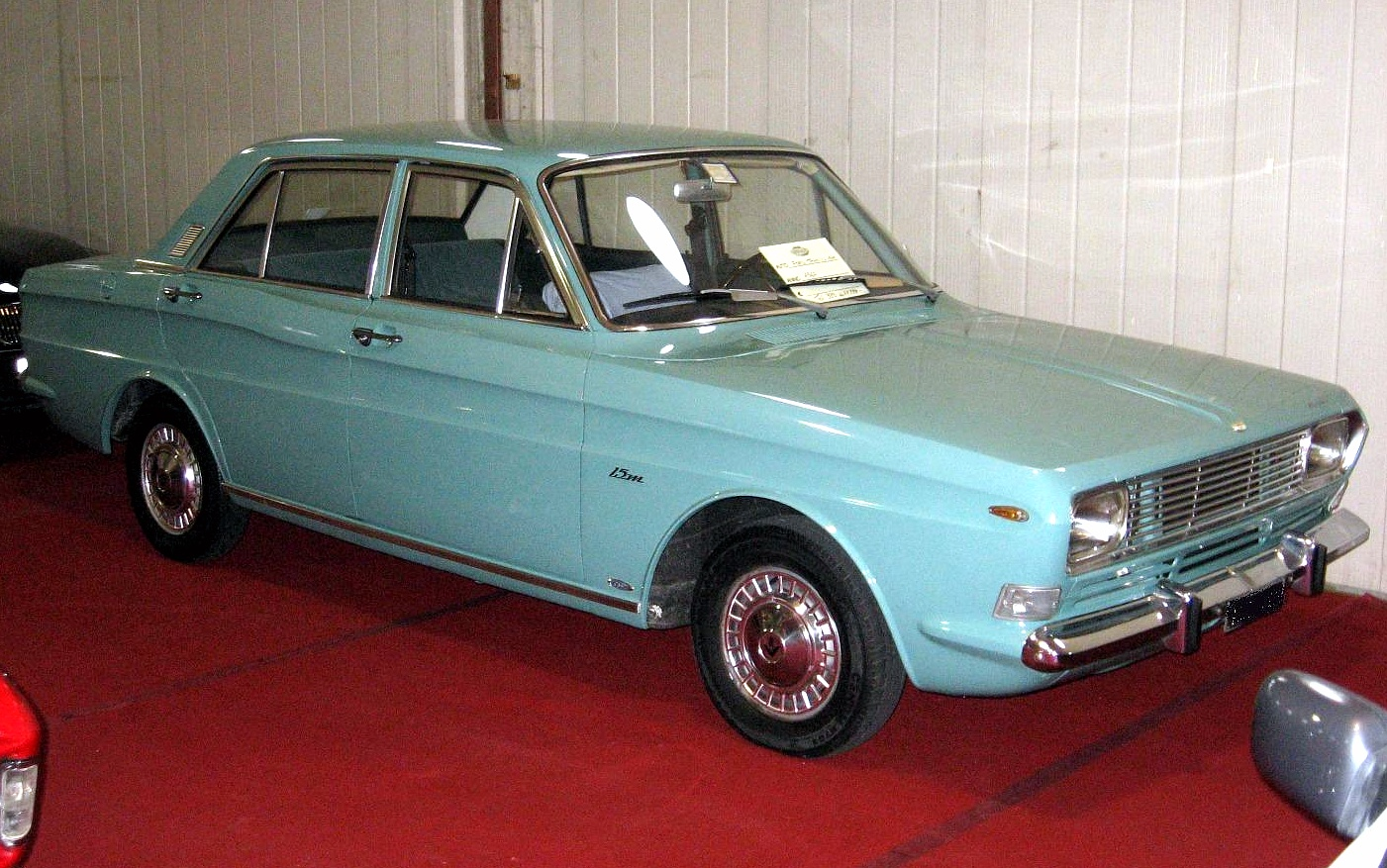
Taunus 15M P6 1968.

El modelo Taunus 12M fue el primer Ford Alemán nuevo después de la Segunda Guerra Mundial. El mismo, tenía un diseño muy parecido al británico Ford Zephyr. El 12M mantenía el viejo motor del Taunus original, mientras que el 15M fue dotado de un motor más poderoso. Sus carrocerías eran sedanes de 2 puertas, Station Wagon de 2 puertas y Sedán Delivery de 2 puertas.
En su segunda generación, todos los modelos fueron llamados 12M. No se trataba de un coche nuevo, sino de la continuación del modelo de 1952. Si bien, ambos motores seguían equipando al coche, el modelo grande fue llamado «12M de 1,5 litros». Sus carrocerías eran las mismas que en la primera generación.
Para la tercera generación, se respetaba el mismo tamaño del auto, pero su diseño era totalmente nuevo. La novedad más sobresaliente del nuevo 12M, era que se trataba del primer Ford mundial con tracción delantera. Además contaban con nuevos motores V4. Venían ofrecidos en carrocerías Sedán 2 puertas, Sedán 4 puertas, Cupé 2 puertas, Station Wagon 2 puertas y Sedán Delivery.
Para la cuarta generación, se rediseñó el cuerpo y se los dotó de motores y plataformas nuevas. Nuevamente el modelo de mayor cilindrada fue bautizado 15M. Las características de las carrocerías se mantuvieron inalterables con respecto a la generación anterior.
Motorizaciones:
12M
- (1952-1962): 1172 cc, 38 caballos de fuerza (28 kW), 112 km/h
- (1959–1962): 1498 cc, 55 caballos de fuerza (40 kW), 128 km/h
- 1.2 litros (1962–1966): 1183 cc, 40 caballos de fuerza (29 kW), 123 km/h
- 1.5 litros (1962–1966): 1498 cc, 50, 55 o 65 caballos de fuerza (37, 40 o 48 kW), 135, 139 o 144 km/h
- 1.2 litros (1966–1970): 1183 cc, 45 caballos de fuerza (33 kW), 125 km/h
- 1.3 litros (1966–1970): 1305 cc, 50 o 53 caballos de fuerza (37 o 39 kW), 130 or 134 km/h

15M
- (1955–1959): 1498 cc, 55 caballos de fuerza (40 kW), 128 km/h
- 15M 1.5 litros (1966–1970): 1498 cc, 55 o 65 caballos de fuerza (40 o 47 kW), 136 o 145 km/h
- 15M 1.7 litros (1966–1970): 1699 cc, 70 o 75 caballos de fuerza (51 o 55 kW), 153 o 158 km/h

Todos estos modelos fueron reemplazados en 1970 por una nueva versión del Taunus: El Taunus TC. Estas siglas correspondían a la conjugación Taunus Cortina, que eran los nombres del modelo Taunus alemán y de su hermano gemelo inglés Ford Cortina. El Taunus TC y el Cortina TC eran coches iguales por fuera, pero diferían en su motorización.

### Línea grande: 17M, 20M y 26M

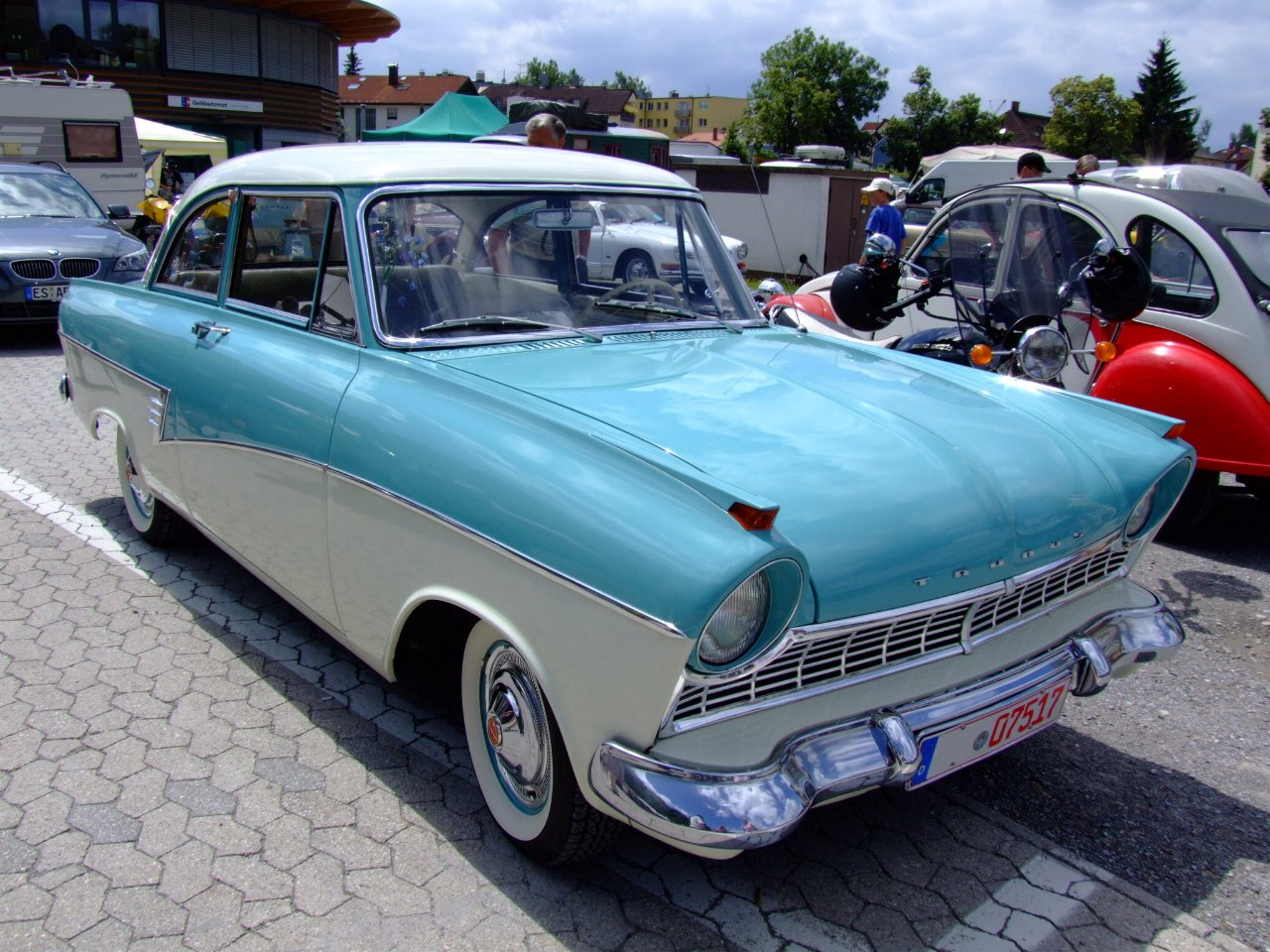
Taunus 17M P2 1956.

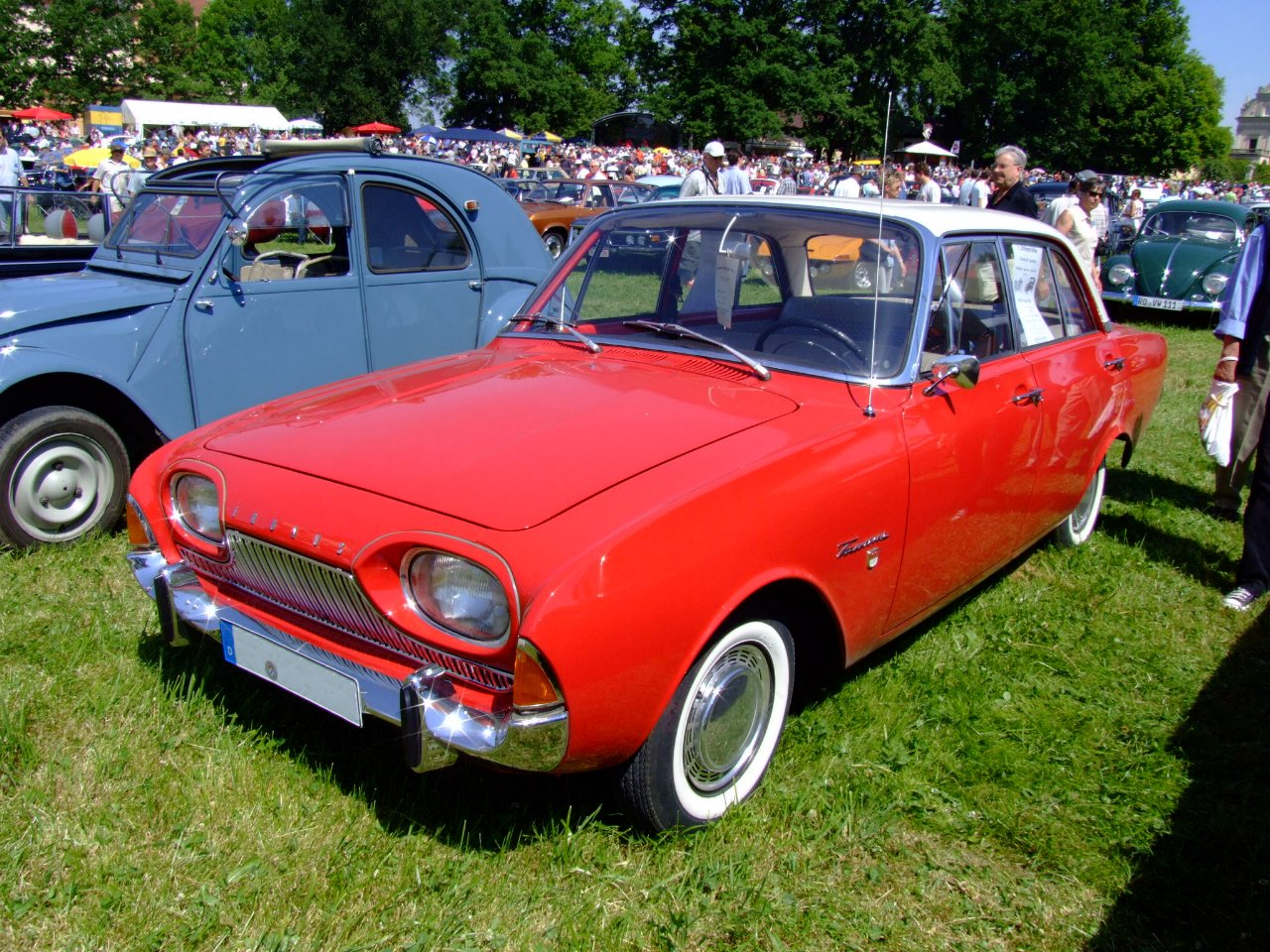
Taunus 17M P3 1961.

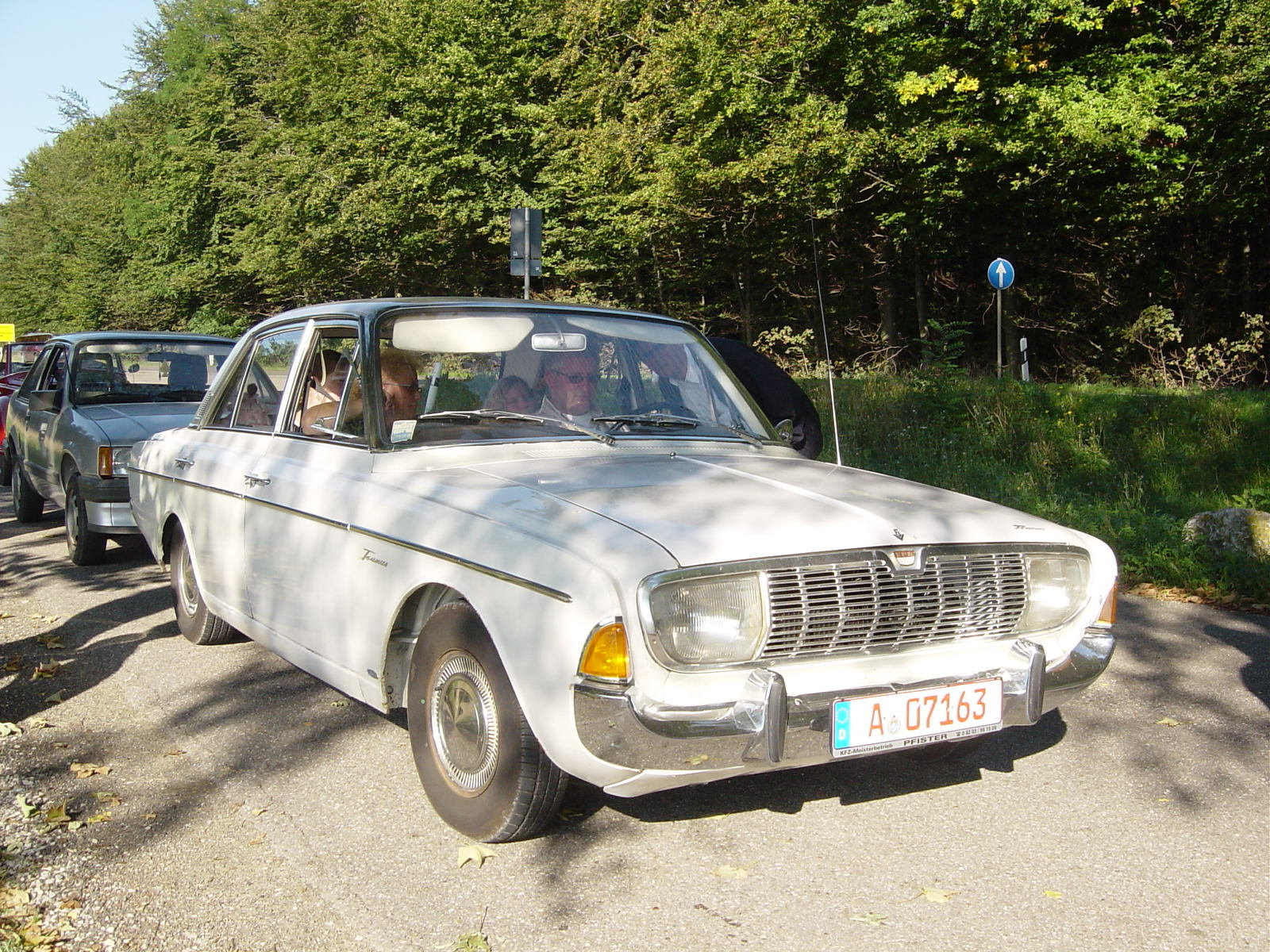
Taunus 20M P5 1966.

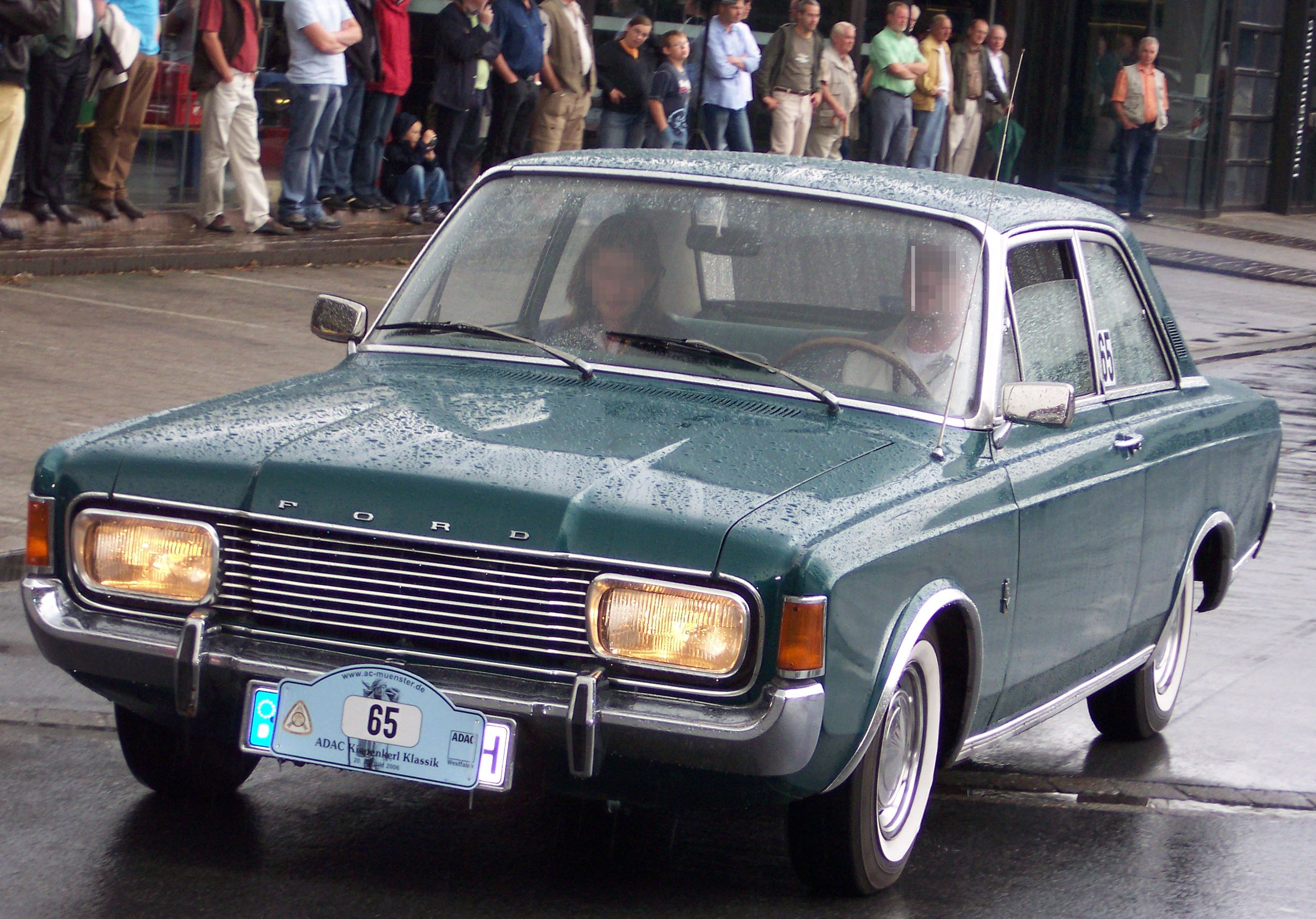
Taunus 20M XL P7.2. 1969

La abundancia cada vez mayor en la Alemania de la postguerra animaba a Ford a ofrecer una línea de coches más grandes y más costosos. Casi del mismo tamaño que el británico Consul MkII, pero de estilo similar a los Ford 1956 estadounidenses, el Taunus 17M P2 (1957 - 1960), utiliza un motor OHV con 1698 cc y 60 caballos de fuerza (44 kW) y podía alcanzar los 128 kilómetros por hora. 
La segunda generación del 17M fue la llamada P3. Presentada en 1960, su diseño fue totalmente renovado con un estilo muy moderno. Su motor ahora se ofrecía en tres tamaños: 1,5 litros (1498 cc), 1,7 litros (1698 cc) y 1,8 litros (1758 cc). Fue un coche muy popular.
En 1964, aparece la tercera generación del 17M: La P5. Este coche presentó no solo un nuevo rediseño, sino también nuevas motorizaciones. A diferencia de las otras generaciones, el P5 estrenaba un nuevo concepto de motores: el motor V4. El mismo venía en dos variantes: 1,5 litros (1498 cc), 1,7 litros (1699 cc). También, hacía su presentación en ese mismo año, el modelo 20M, que si bien compartía el diseño P5 del 17M, difería en el motor. El nuevo 20M llevaba un motor V6 de 2 litros (1998 cc) y 85 o 90 caballos de fuerza (63 o 66 kW) con una velocidad máxima de 158 o 161 km/h. Una vez más, Ford lograba un coche éxito en ventas.
En 1967, la gama se renueva con la llegada de los P7. Se continúan el nuevo diseño, motores y plataforma. Muy grande, muy cuadrado y muy estadounidense. No era el coche que los compradores europeos deseaban. Un completo fracaso. Los motores de los 17 M/20 M P5 se continúan fabricando, con solamente un nuevo motor opcional. Es el 20M 2,3 litros (2293 cc) de 108 caballos de fuerza (79 kW) y 170 km/h.
Las reducidas ventas del P7 forzaron a Ford a ofrecer al coche reestilizado, un año más tarde. La decepción de Ford por la falla del modelo del año pasado, fue tal que el nuevo coche otra vez fue llamado P7. Aquí, se debe evitar la confusión, ya que este nuevo modelo era llamado P7.2, aunque a veces se lo denomine P7b. Finalmente, el 26M fue introducido en 1969. se trata del modelo tope de gama con el motor más grande (2.6 litros) y el nivel más lujoso de equipamiento. Se agranda el programa de motorización: Ahora hay dos motores base (V4 y V6) disponibles en seis tamaños y nueve niveles de motorización.
Nótese que el 17M de 1,8 litros utiliza un motor V6. El 2,6 litros es opcional en el 20M, pero estándar en el 26 M. Este es el último Ford específicamente alemán.
Motorizaciones
17M
- P2 (1957-1960) Motor OHV 1698 cc y 60 caballos de fuerza.

- P3 (1960-1964) Motor 1.5 litros (1498 cc).
- P3 (1960-1964) Motor 1.7 litros (1698 cc).
- P3 (1960-1964) Motor 1.8 litros (1758 cc).

- P5 (1964-1967) Motor V4, 1.5 litros (1498 cc).
- P5 (1964-1967) Motor V4, 1.7 litros (1699 cc).

- P7 (1967-1968) Motor V4, 1.5 litros (1498 cc).
- P7 (1967-1968) Motor V4, 1.7 litros (1699 cc).

- P7.2 (1968-1972) Motor V4 1.5 litros (1498 cc).
- P7.2 (1968-1972) Motor V4 1.7 litros (1699 cc).
- P7.2 (1968-1972) Motor V6 1.8 litros (1812 cc).

20M
- P5 (1964-1967) Motores V6, 2 litros (1998 cc), 85 o 90 caballos de fuerza.

- P7 (1967-1968) Motores V6, 2 litros (1998 cc), 85 o 90 caballos de fuerza.
- P7 (1967-1968) Motor V6, 2.3 litros (2293 cc) 108 caballos de fuerza.

- P7.2 (1968-1972) Motores V6 2 litros (1998 cc), 85 o 90 caballos de fuerza.
- P7.2 (1968-1972) Motores V6 2.3 litros (2293 cc) 108 o 125 caballos de fuerza.
- P7.2 (1968-1972) Motor V6 2.6 litros (2550 cc), 125 caballos de fuerza.

26M
- P7.2 (1968-1972) Motor V6 2.6 litros (2550 cc), 125 caballos de fuerza.

Todos estos modelos son sustituidos a principios de 1972 por los nuevos Cónsul y Granada.

## Ford Taunus TC (1970-1979)

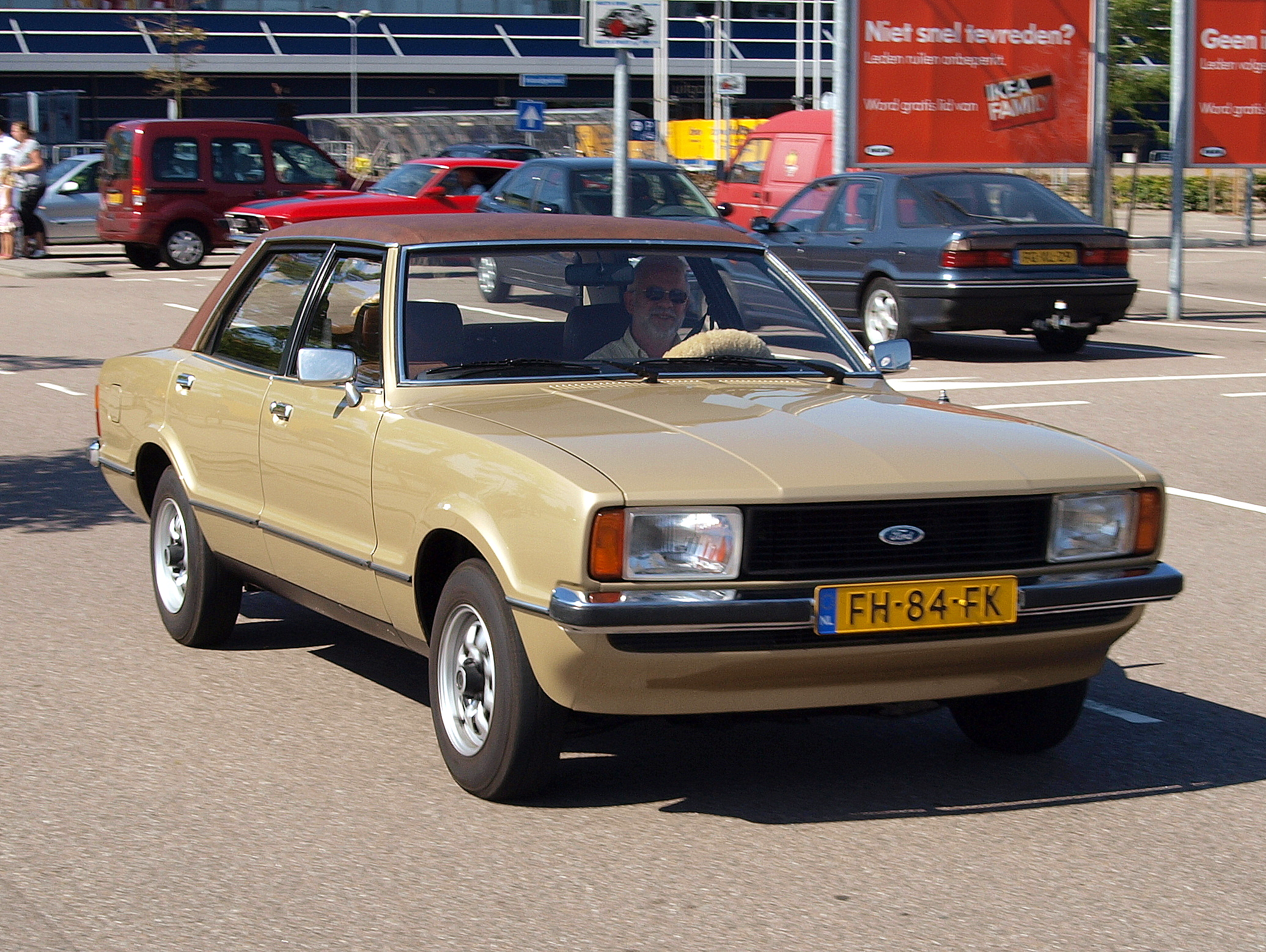
Ford Taunus TC2. A partir de 1976 los modelos Taunus y Cortina eran idénticos.

En 1970, un nuevo Ford Taunus fue introducido en el mercado: El Taunus TC. Fue presentado como un sedán, cupé y station-wagon (o Turnier en alemán) de dos o cuatro puertas. Este era muy similar al modelo inglés Ford Cortina Mk III, pero sin la línea estilo "Botella Coke". También, el Taunus estaba disponible como cupé, un diseño que nunca fue utilizado en la fabricación del Cortina.
Ambos coches fueron desarrollados bajo auspicios de Ford Motor de Europa, y la mayoría de los componentes importantes, incluyendo las partes fundamentales del carrozado, eran idénticos (TC significa "Taunus Cortina", para demostrar la semejanza de los coches). 
En 1976 los modelos Taunus y Cortina reciben una nueva carrocería (TC2) aunque prácticamente eran idénticos en todo, menos en el nombre, siendo "Taunus" el nombre usado en mercados de circulación por mano izquierda (LHD) y "Cortina" el nombre usado en mercados de circulación por mano derecha (RHD), aunque en Corea del Sur y Taiwán se usa el nombre Cortina, siendo estos mercados de circulación por mano izquierda. El Mk III también fue vendido en Escandinavia, junto al Taunus.
En 1975 aparece el último rediseño del Taunus (TC3) para Europa que estaría vigente en el mercado europeo hasta 1979, año en que fue descontinuado en su país de origen--(Alemania) el Sierra llegaría para sustituirlo. 
A partir de 1984 el Taunus europeo (TC3) comienza a fabricarse en Turquía por la empresa Ford-Otosan. En el país otomano el Taunus vive una segunda juventud y se alargaría en las cadenas de montaje hasta 1994 recibiendo varias actualizaciones estéticas y de gama tales como los Taunus-S o GTS

## El Taunus en Argentina

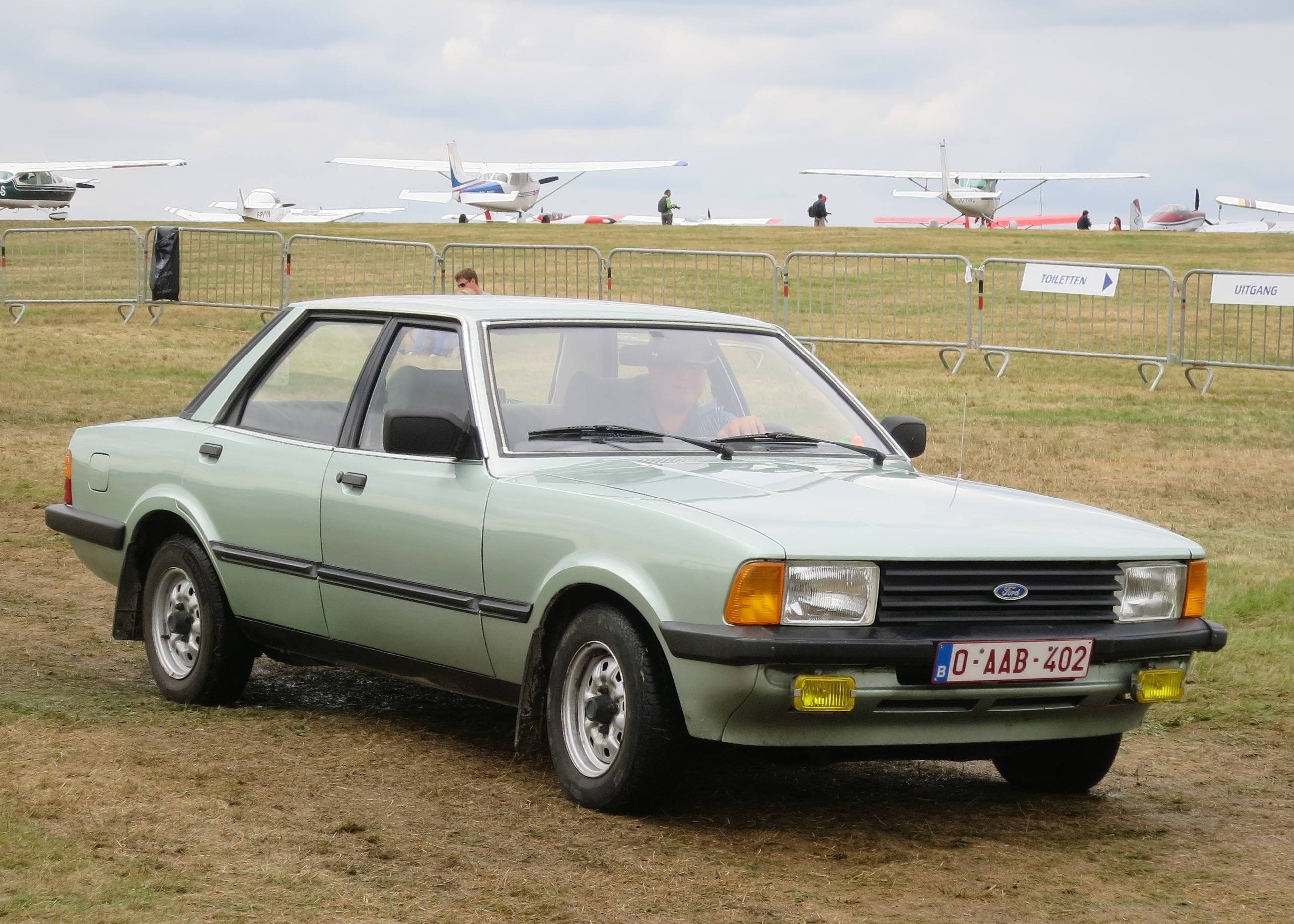
Ford Taunus TC3, última generación del Ford Taunus alemán fabricado por Ford en Europa a partir de 1975-1979

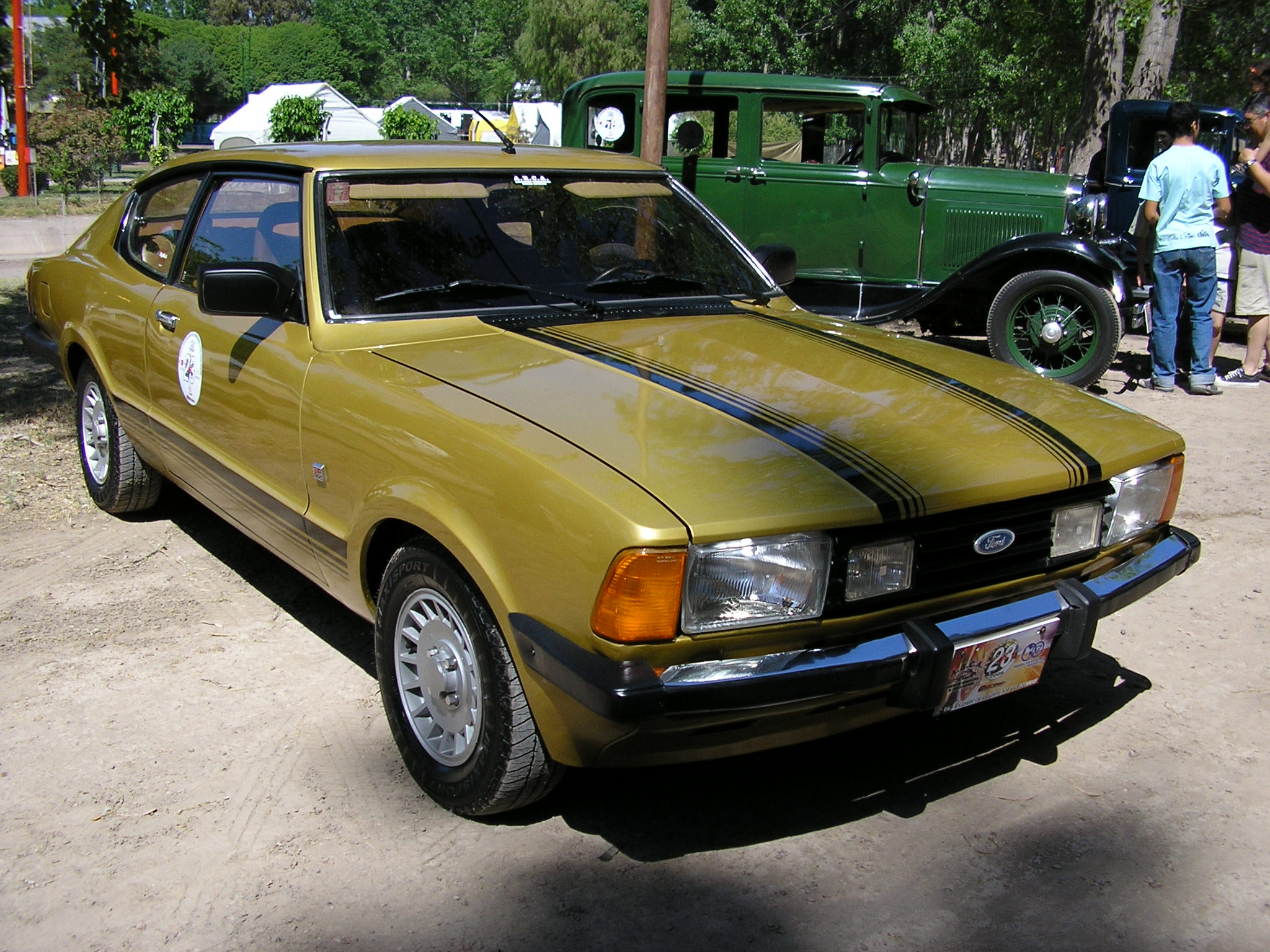
Ford Taunus SP5, fabricado en Argentina en 1981

El Ford Taunus fue fabricado en Argentina entre 1974 y 1984. Su aparición, supuso una respuesta por parte de Ford a la crisis energética que azotaba al mundo por aquel entonces y que comenzó a afectar a Argentina a comienzos de la década de 1970. En este país comenzó a ser producido a partir de la versión TC1, derivada de los nuevos Taunus TC estrenados en Europa y su presentación dio inicio a la tendencia de Ford en Argentina de reemplazar los modelos norteamericanos por modelos de origen europeo, a pesar de continuar con las producciones de los modelos Falcon (1962-1991) y Fairlane (1969-1981).
Su aceptación en el mercado le granjeó una amplia popularidad y reconocimiento, debido a sus prestaciones tanto en su versión sedán, como coupé deportiva, siendo considerado objeto de culto con el paso del tiempo, aún después de haber finalizado su producción. Su desempeño  lo hacía comparable tanto con los coches de su segmento (Peugeot 504, Dodge 1500, Opel K-180), como con otros de segmento superior (Coupé Chevy, Ford Falcon, Torino). 
Originalmente apareció en tres versiones: 
- Taunus L (2000 cm³, potencia máxima 92 HP SAE a 5.500 rpm),[3]
- Taunus GXL (2.300 cm³, potencia 122 HP SAE a 5.000 rpm. y carburador Solex de dos bocas)[4]
- Coupé GT (idéntica motorización que el GXL)[5]

La versión "L" era la más económica, con menor equipamiento y performance. La versión "GXL" traía un recubrimiento vinílico en el techo, faros redondos integrados en la parrilla, llantas cromadas y baguetas laterales junto a tapizados e interiores más elegantes que le daban un aspecto más distinguido, con la posibilidad de contar con aire acondicionado y transmisión automática. La coupé GT combinaba el equipamiento y la performance de la versión GXL con el aspecto deportivo de su carrocería fastback. Posteriormente fueron evolucionando estos modelos, manteniendo el concepto de tres versiones, aunque la coupé tuvo una gran aceptación (en rivalidad con la Renault Fuego) llegando a desarrollarse la versión SP (con carrocería combinada en dos colores), y luego la SP5 con 132 HP, que fueron durante años el objeto de deseo de los argentinos. La coupé SP5 incorporaba como principal cambio una nueva caja de velocidades de 5 marchas, nunca antes vista en ningún Ford argentino.
La línea Taunus fue reemplazada en 1983 por el Ford Sierra.

### Historia
A comienzos de la década de los 70 se inició una expansión en las fronteras del mercado argentino. Es así como se inicia a partir de ese entonces un predominio por parte de las marcas europeas, que comenzaban a comercializar-importar vehículos de pequeño y mediano porte. Esto provocaba una merma en las ventas de las marcas estadounidenses que estaban emparentadas con la producción y/o comercialización de coches de gran porte.
Ford Motor, General Motors y Chrysler, eran estas marcas. De hecho, sólo la tercera se anticipó a las demás presentando el Dodge 1500. Los otros autos que dominaban el mercado eran los Peugeot 404 y 504, los Fiat 1500, 1600 y 125 y el Renault 12.
Fue así que Ford tenía pensado hacer su incursión en este segmento, pero para poder lograrlo necesitaba decidirse por un modelo de los tres que estaban en carpeta. Estos eran el Ford Maverick, el Ford Escort y el Ford Taunus.
El primero se pensó para reemplazar al Ford Falcon. Sin embargo, fue fabricado en Estados Unidos con carrocería cupé y solo tardíamente se agregó la opción 4 puertas. Finalmente, este coche fue fabricado en Brasil, con múltiples adaptaciones a ese mercado. 
El segundo, era un coche inglés que descendía de los pequeños modelos Taunus de los 60. Sin embargo, este auto era considerado muy pequeño para los usuarios y para lo que Ford tenía en mente. Finalmente, algunas unidades de este coche fueron fabricadas en Uruguay.
Finalmente, el elegido para la producción fue el Taunus, quien con su diseño, tamaño y diversidad de carrocería, daba inicio a la tendencia de Ford de fabricar coches de origen europeo. El mismo, era el modelo llamado en Europa Taunus TC (por Taunus- Cortina), pero era más similar al modelo alemán, que al modelo Cortina inglés. Fue así que este auto se llegó a ensamblar en la planta de Ford en la localidad bonaerense de General Pacheco en dos de sus tres opciones de carrocería: La berlina de cuatro puertas y la cupé fastback.
Los Taunus argentinos serían fabricados en un principio sólo en 2 versiones de cuatro puertas, L para el base y GXL para el más lujoso, utilizando estas siglas al igual que los modelos originales europeos. El 3 de junio de 1974, se produjo la primera unidad Taunus siendo este un modelo L. A partir de esta fecha las unidades de producción se usaron como prototipo para mejorar y adaptar los futuros autos con promesa de lanzamiento en septiembre. Finalmente, el 24 de septiembre de 1974, fue lanzado el nuevo coche bajo el eslogan "El chico de Ford". Fue el primer Ford fabricado en la Argentina, con motor de 4 cilindros originario de Europa, sin embargo en Europa, en 1975 se iniciaba la nueva generación del Modelo,diferente a la argentina,que iniciaba la nueva tendencia de la marca en el país.
Por su tamaño y motorización, el único rival que tenía en su segmento era el Peugeot 504, puesto que ambos eran automóviles del segmento D. Sin embargo y como consecuencia de sus incursiones en el automovilismo argentino, supo tener como competidores a los modelos Dodge 1500, Fiat 125 y Opel K-180, pertenecientes al segmento C. Los atributos mecánicos y prestaciones de estos coches, eran puntos que los ponía en constante comparativa con el Taunus, además de la mencionada rivalidad en las pistas.
Originalmente su motor iba tener una concepción similar a la de su rival Opel K-180. Es decir, se pensó diseñar el motor teniendo como base al motor 221 del Ford Falcon, al cual se le iban a recortar 2 de sus 6 cilindros. Sin embargo, pronto este proyecto quedó de lado, luego de que surgiese la posibilidad de producir los motores de 4 cilindros que fueran desarrollados en la fábrica de Ford en Estados Unidos. Estos motores, a pesar de ser similares a los europeos, eran mucho más pesados, por lo que el Taunus nacional requirió un recambio total en su tren delantero y en la distribución de pesos. Finalmente, el diseño elegido fue el denominado en Europa como TC2, evolución del original TC1.
El 30 de enero de 1975 se presentó la Coupé Taunus, la versión deportiva del modelo. Este modelo completaba las opciones de carrocería que presentaba el Taunus, ya que nunca fue comercializada en Argentina la versión Familiar. Inicialmente la coupé fue vendida en su versión GT y fue la primera cupé fabricada por Ford en el país. Entre su equipamiento opcional, se hallaba disponible con caja automática o también con techo vinílico.

#### En las pistas
Más tarde llegó la posibilidad de mostrar las cualidades del Taunus en pista. En 1979, con la inauguración del Campeonato Argentino de TC 2000, se presentó el Equipo Oficial Ford, presentando sendas unidades Coupé Taunus. Su preparador fue José Miguel Herceg, conocido ya en el ambiente por ser el preparador de los Falcon campeones de TC desde 1974 a 1978, y sus primeros pilotos fueron Esteban Fernandino y Juan María Traverso, campeón de TC en 77-78. También otros participantes presentaron sus unidades particulares. Sin embargo, su primer título llegó en el año 1984, con Mario Gayraud al volante y la preparación de Herceg. 

#### Rediseños
En 1981 se lanzó un rediseño del auto,que recibió un rediseño de su parte trasera integralmente realizado en la Argentina. Se produjeron así las versiones L (base), Ghia (lujo) y Ghia S (con motorización de la coupé SP5), y las coupé en versiones GT, SP y SP5. La coupé SP5 incorporaba como principal cambio una nueva caja de velocidades de 5 marchas, nunca antes vista en ningún Ford argentino junto a una gama de colores y franjas decorativas muy atractivas, una nueva parrilla delantera, con faros auxiliares incorporados.

#### Fin de la producción
1984 fue el último año de la producción del Taunus Argentino ya que debido a las bajas ventas.Finalmente, fue reemplazado por el Ford Sierra, en consonancia con los acontecimientos a nivel mundial. La línea de producción del Taunus en Argentina fue vendida a Ford Otosan de Turquía, donde se fabricaría hasta 1994.

## Literatura
- Oswald, Werner (2003). Deutsche Autos 1945-1990, Band (vol) 3 (en alemán). Motorbuch Verlag. ISBN 3-613-02116-1.